# Episodi di American Dreams (prima stagione)
La prima stagione della serie televisiva American Dreams è andata in onda negli Stati Uniti sul canale NBC dal 29 settembre 2002 al 18 maggio 2003.
In Italia è stata trasmessa a partire dal 23 febbraio 2009 su Mya della piattaforma pay Mediaset Premium ogni lunedì alle 21:00.
In realtà non si trattò di una prima visione, in quanto la serie era stata trasmessa nel 2004 su Jimmy.
La serie è andata in onda per la prima volta in chiaro in prima tv dall'8 giugno 2009 al 5 luglio 2009, dal lunedì al venerdì alle ore 11:20 sul canale Rai 2. In questa occasione è stata trasmessa per la prima volta in Italia in formato widescreen 16:9 (letterboxed).
| nº | Titolo originale         | Titolo italiano               | Prima TV USA      | Prima TV Italia  |
| -- | ------------------------ | ----------------------------- | ----------------- | ---------------- |
| 1  | Pilot                    | Nuovi sogni e nuove frontiere | 29 settembre 2002 | 23 febbraio 2009 |
| 2  | The End of the Innocence | La fine dell'innocenza        | 6 ottobre 2002    | 2 marzo 2009     |
| 3  | New Frontier             | Nuove frontiere               | 13 ottobre 2002   | 9 marzo 2009     |
| 4  | Pryor Knowledge          | L'apprendistato dei Pryor     | 20 ottobre 2002   | 16 marzo 2009    |
| 5  | The Fighting Irish       | Solo per finta                | 27 ottobre 2002   | 23 marzo 2009    |
| 6  | Soldier Boy              | Le verità nascoste            | 3 novembre 2002   | 30 marzo 2009    |
| 7  | Cold Snap                | Ondata di freddo              | 10 novembre 2002  | 6 aprile 2009    |
| 8  | Black and White          | Bianco e nero                 | 17 novembre 2002  | 13 aprile 2009   |
| 9  | The Home Front           | Il fronte interno             | 1º dicembre 2002  | 20 aprile 2009   |
| 10 | Silent Night             | Notte di Natale               | 15 dicembre 2002  | 27 aprile 2009   |
| 11 | I Wanna Hold Your Hand   | Voglio tenerti per mano       | 5 gennaio 2003    | 4 maggio 2009    |
| 12 | Great Expectations       | A casa non ci torno           | 12 gennaio 2003   | 11 maggio 2009   |
| 13 | The Pursuit of Happiness | La ricerca della felicità     | 2 febbraio 2003   | 18 maggio 2009   |
| 14 | Heartache                | Profonda amarezza             | 9 febbraio 2003   | 25 maggio 2009   |
| 15 | False Start              | Falsa partenza                | 16 febbraio 2003  | 1º giugno 2009   |
| 16 | Act of Contrition        | Atto di contrizione           | 2 marzo 2003      | 8 giugno 2009    |
| 17 | Past Imperfect           | Passato imperfetto            | 9 marzo 2003      | 15 giugno 2009   |
| 18 | The One                  | L'unico                       | 16 marzo 2003     | 22 giugno 2009   |
| 19 | Where the Boys Are       | Dove sono i ragazzi           | 30 marzo 2003     | 29 giugno 2009   |
| 20 | The Carpetbaggers        | Il politico opportunista      | 6 aprile 2003     | 6 luglio 2009    |
| 21 | Fear Itself              | Il coraggio dell'onestà       | 13 aprile 2003    | 13 luglio 2009   |
| 22 | Secrets and Lies         | Segreti e bugie               | 27 aprile 2003    | 20 luglio 2009   |
| 23 | Down the Shore           | Alla spiaggia                 | 4 maggio 2003     | 20 luglio 2009   |
| 24 | High Hopes               | Grandi speranze               | 11 maggio 2003    | 27 luglio 2009   |
| 25 | City on Fire             | Città in fiamme               | 18 maggio 2003    | 27 luglio 2009   |